# Halloween (film, 2018)
Halloween är en amerikansk skräckfilm/slasher/thriller från 2018, regisserad av David Gordon Green och skriven av Green, Jeff Fradley, och Danny McBride. Det är den elfte delen i Halloween-serien, som utspelar sig fyrtio år efter händelserna i den ursprungliga filmen och tar inte hänsyn till kontinuitet i de tidigare uppföljarna. Seriens medskapare John Carpenter agerar kompositör, exekutiv producent och kreativ konsult för filmen medan Jason Blum, en av producenterna av skräckfilmen Get Out (2017) och BlacKkKlansman (2018), producerar genom Blumhouse. Jamie Lee Curtis och Nick Castle spelar återigen sina roller som Laurie Strode och Michael Myers. Även stuntmannen James Jude Courtney skildrar Michael.
I september 2017 bekräftade Jamie Lee Curtis att hon skulle medverka i filmen genom att spela rollen som Laurie Strode. Curtis hade tidigare återvänt som Laurie i uppföljarna Alla helgons blodiga natt 2, Alla helgons blodiga natt – 20 år senare, och Halloween: Resurrection.

## Handling
Halloween 1963: Michael Myers mördade sin storasyster Judith i den lilla staden Haddonfield, Illinois. Sen hamnade han direkt på mentalsjukhuset Smith's Grove där han behandlades av psykläkaren dr. Samuel Loomis och har inte sagt ett ord sedan dess. 30 oktober 1978: Nästan exakt 15 år efter mordet på Judith rymde Michael från Smith's Grove och dr. Loomis visste exakt vart han var på väg och vad han tänkte göra. Halloween 1978: Michael återvände hem till Haddonfield och följde efter tonårstjejerna Laurie Strode, Annie Brackett och Lynda van der Klok. När mörkret hade fallit mördade den maskerade Michael Annie, Lynda och Lyndas pojkvän Bob Simms en efter en. Laurie Strode lyckades nätt och jämnt överleva när dr. Loomis kom och sköt Michael sex gånger så att han föll ner på marken från balkongen i familjen Doyles hus. När Loomis sen tittade ner på marken var Michael borta! Men ingen fara, polisen Frank Hawkins lyckades få tag på Michael och han fördes genast tillbaka till mentalsjukhuset där han efter Loomis död behandlades av dr. Ranbir Sartain.
Nu har det gått nästan 40 år sedan Michael Myers seriemord. Laurie Strode har lidit av posttraumatisk stress ända sedan den där fruktansvärda Halloweennatten 1978 och lever numera ett isolerat liv med en väldigt komplicerad relation med sin dotter Karen Nelson och sin dotterdotter Allyson. Laurie har velat döda Michael personligen och har bett om att Michael ska fly igen så att hon kan få den chansen. Och natten den 30 oktober går Lauries önskan i uppfyllelse när Michael rymmer under en fångtransport! Michael tar tillbaka masken han hade under sitt seriemord 1978 och återvänder till Haddonfield för att återigen börja mörda igen och igen! Laurie förbereder sig för en sista uppgörelse med den fruktansvärt känslolösa och skoningslösa Michael Myers.

## Rollista
- Jamie Lee Curtis – Laurie Strode
- Judy Greer – Karen Nelson
- Andi Matichak – Allyson Nelson
- Will Patton – Vicesheriff Frank Hawkins
- Haluk Bilginer – Dr. Ranbir Sartain
- Virginia Gardner – Vicky
- Jefferson Hall – Aaron Korey
- Toby Huss – Ray Nelson
- Dylan Arnold – Cameron Elam
- Rhian Ress – Dana Haines
- Miles Robbins – Dave
- Omar Dorsey – Sheriff Barker
- James Jude Courtney/Nick Castle – Michael Myers / "The Shape"
- Drew Scheid – Oscar
- Jibrail Nantambu – Julian Morrisey
- Sandy Johnson – Judith Margaret Myers (arkiverat från Alla helgons blodiga natt)